# Citrangequat
Hybride
Parent  A  de l'hybridation 
  Citrus x insitorum 
×

Parent  B  de l'hybridation 
  Citrus japonica 
Classification APG III (2009)
Le citrangequat (Citrus × georgiana Mabb.) est un agrume hybride de citrange et de kumquat. Walter T. Swingle a réalisé cette hybridation à Eustis, Floride, en 1909. Il était classé dans l'ancien genre Citrofortunella.

## Dénomination
W. T. Swingle décrit en 1923 2 importants nouveaux hybrides d'agrumes pour les jardins: les Citrangequats et les Limequats.
'Thomasville' qui provient d'une fleur de kumquat ovale (F. margarita Lour.) pollinisée par le citrange 'Willits' est le premier à fructifier chez P. J. Hjort à Thomasville, en mars 1913. Le nom admis est 'citrangequat' (Swingle & Robinson, 1923 ; Webber, 1943 : 665), forme développée (Citrus sinensis (L.) Osbeck x Poncirus trifoliata (L.) Raf.) x Fortunella sp. (sensu Swingle and Reece 1967; sensu Tanaka sec. Cottin 2002). Swingle et Robinson ont décrit les cultivar 'Sinton' et 'Telfair'
Après avoir nommé le citrange C. x insitorum Mabb. (hybride de Poncirus trifoliata (L.) Raf. et d'orange douce (C. sinensis (L.) Osbeck) D.J. Mabberley décrit le citrangequat dans un article paru en 2004. La plante étant originaire de Géorgie il adopte le nom de Citrus x georgiana Mabb. = Citrus x insitorum Mabb. x Citrus japonica Thunb. (sensu Mabberley 2004); il indique que 'Thomasville' est remplacé comme porte-greffe à cette époque par des citranges plus rustiques.
L'orangequat est un hybride entre orange et kumquat.

## Histoire

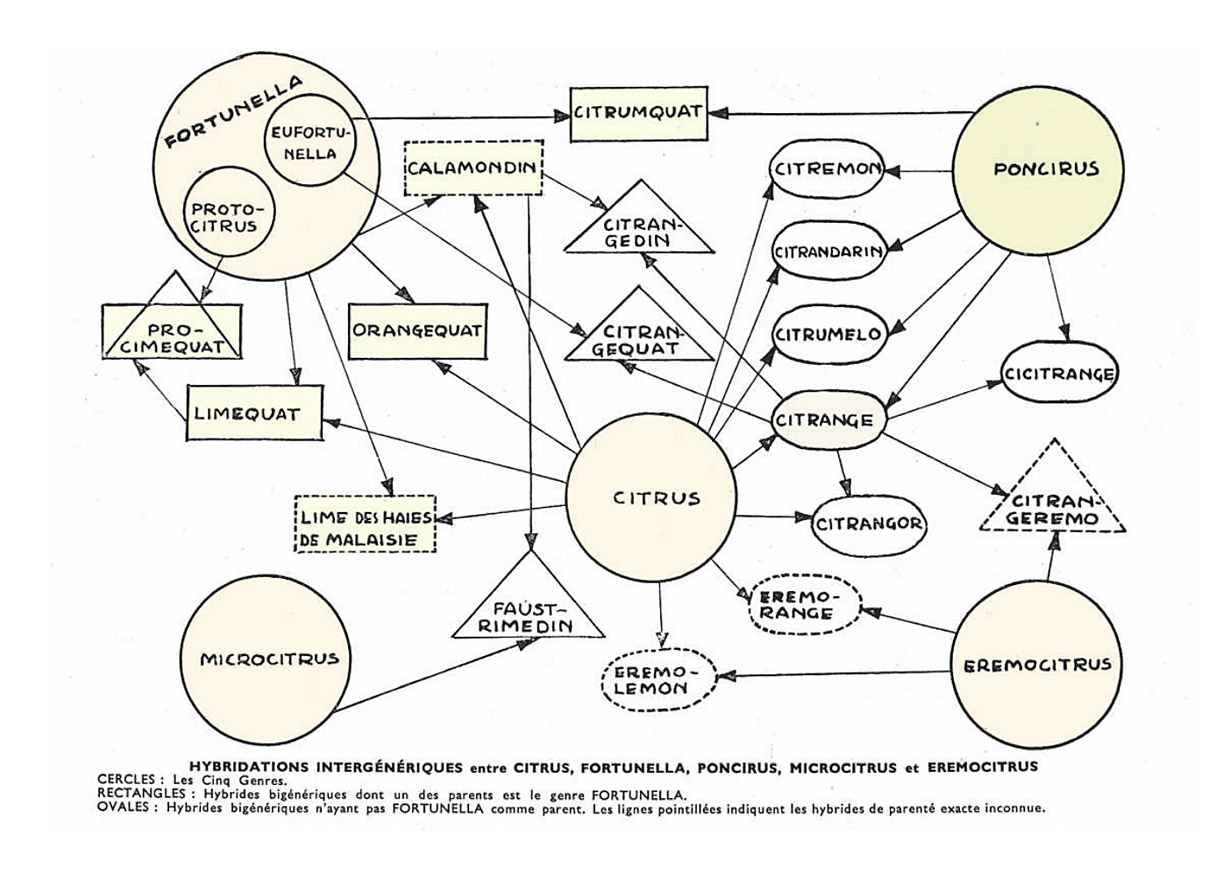
Hybridations intergénériques entre Citrus, Fortunella, Poncirus, Microcitrus et Eremocitrus chez W.T. Swingle (traduction H. Chapot 1948) Citrangequat au centre hybride d'hybride.

W. T. Swingle cherche à obtenir des hybrides trigénétiques comestibles (Il admettait 5 genres dont 4 interféconds avec Citrus) en vue de renforcer la rusticité des citranges. Il féconda des fleurs de kumquat ovale (F. margarita) et de kumquat rond (F. japonica) avec le pollen des citranges 'Willits' et 'Rusk' (P. trifoliata x C. sinensis) et conserva 67 de ces citrangequats.
Il décrit la comestibilité de 'Thomasville': cuits avant maturité comme fruit acide (il fait, écrit-il, «une excellente marmelade»), mangé comme un kumquat à maturité, «ce nouveau fruit constitue un fruit idéal pour les jardins fruitiers domestiques dans les régions beaucoup trop froides pour la culture de citrons ou de limes. Il a résisté à des températures de 12 ° F (11 ° C)» et poursuit en le donnant comme un porte-greffe vigoureux et plus rustique que le Bigaradier pour les satsuma.
L’hybridité intergénérique et tri-générique du citrangequat a été confirmée (2007) par la description des chromosomes (2n = 18).

## Description
La plante est buissonnante à petites épines peu nombreuses, reproduite par greffe, bouture ou semis. Le fruit est vert foncé brillant puis jaune clair et jaune orangé à totale maturité, UCR-Givaudan écrit à propos de la comestibilité des 3 cultivars de citrangequat «Aucun des 3 n’est vraiment comestible mais '19-15-7' est le plus proche du comestible à mon avis».

### Cultivars

#### 'Thomasville'

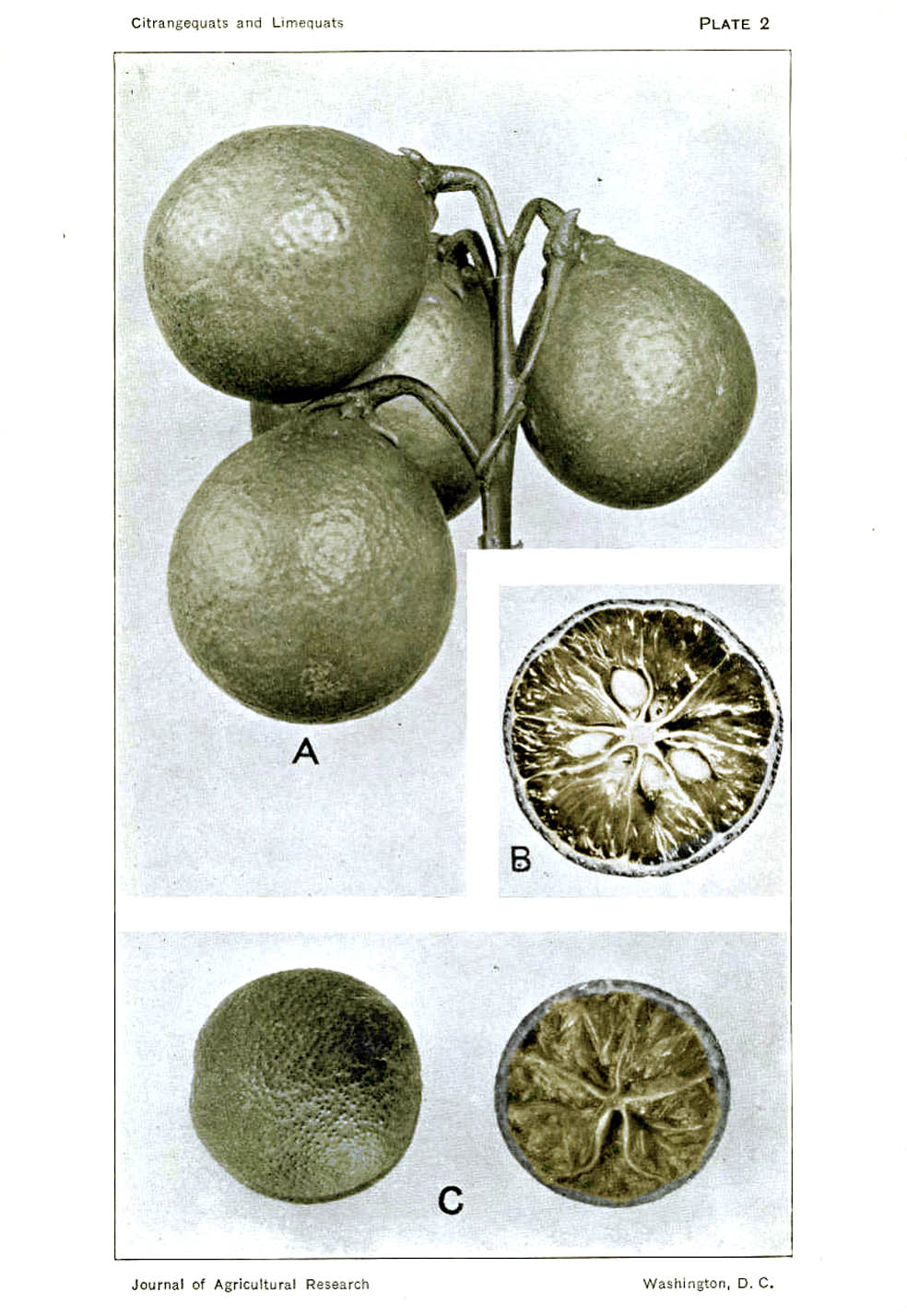
Citrangequat Thomasville (A et B) - Citrangequat Telfair (C) par Swingle 1923 (planche 2)

Fruit petit, rond à ovale souvent pyriforme (avec un cou) 1,5 à 3 cm de long et de 2 à 2,5 mm de diamètre à la base. Swingle et Robinson décrivent plusieurs citrangequats 'Thomasville'. Comme porte-greffe il est plus vigoureux que le kumquat, il est nanifiant, il a une bonne résistance au chancre des agrumes et est très ornemental. 'Thomasville' n'est plus utilisé comme porte-greffe en grande culture, mais reste un bon porte-greffe rustique.

#### 'Sinton'
Son nom vient de Sinton au Texas où il donna ses premiers fruits qui sont les plus petits des citrangequats. Le flavedo de 'Sinton' contient des pigments caroténoïdes méthylcétones inhabituels (apo-caroténones) identifiés en 1966 par Yokoyama et Blanc dont le β-zéacarotène. La riche couleur rouge du flavedo est due à ces caroténoïdes méthylcétones et possiblement leur saveur.

#### '19-15-7'
Ce cultivar a un fruit plus gros que les précédents, il est recommandé comme plante décorative. Il a une valeur ornementale, le jus est très acide.

#### 'Quatre Saison'
Citrangequat cuatro Estaciones est une obtention horticole espagnole de l'IVIA naine, compacte, florifère et remontante avec un fruit à pulpe acide pouvant atteindre 10 cm de long.

## Pages connexes
- Poncirus trifoliata, Citrange, Orangequat, Kumquat